# The Return of the Manticore
Albums de Emerson, Lake and Palmer
Live at the Royal Albert Hall
(1992) In the Hot Seat
(1994)
The Return of the Manticore est un coffret compilation renfermant quatre CD du groupe de rock progressif anglais Emerson, Lake and Palmer, édité le 16 novembre 1993 sous le label Rhino Records.

## L'album
Il rassemble des enregistrements effectués entre janvier 1971 et septembre 1993 et a été produit par Keith Emerson, Greg Lake, Carl Palmer et Eddy Offord.
Ce coffret comprend la seule version ininterrompue de la pièce Karn Evil 9, de près de 30 minutes.
Le critique musical Mike DeGagne décrit le contenu de cet album comme rassemblant « des pièces essentielles » dans lesquelles « l'essence du groupe, tout comme le talent individuel de chacun de ses membres, est prééminent dans chaque pièce ».
La chanson Touch and Go est inspirée d'une chanson traditionnelle, Lovely Joan, réarrangée par Keith avec des paroles différentes de Greg. 

## Titres

### Disque 1
1. Touch and Go (Trad. Lovely Joan arr. :Emerson, paroles : Lake) – 3:01
2. Hang on to a Dream (Hardin) – 4:27 (Réinterprètation par ELP d'une pièce des Nice)
3. 21st Century Schizoid Man (Fripp, Giles, Lake, McDonald, Sinfield) – 3:07 (King Crimson par ELP)
4. Fire (Brown, Crane, Ker, Finesilver) – 3:24 (Crazy World of Arthur Brown revisité par ELP)
5. Pictures at an Exhibition – 15:33
  - Promenade (Moussorgski) – 1:46
  - The Gnome (Moussorgski, Palmer) – 2:07
  - Promenade (Moussorgski, Lake) – 1:44
  - The Sage (Lake) – 3:10
  - The Hut of Baba Yaga (Moussorgski) – 1:16
  - The Great Gates of Kiev (Moussorgski, Lake) – 5:30
6. I Believe in Father Christmas (Lake, Sinfield) – 3:26
7. a) Introductory Fanfare (Emerson, Palmer) – 0:53 ; b) Theme from "Peter Gunn" (Mancini) – 3:35
8. Tiger in a Spotlight (Emerson, Lake, Palmer, Sinfield) – 4:32
9. Toccata (Ginastera, arr. Emerson, Palmer) – 7:20
10. Trilogy (Emerson, Lake) – 8:53
11. Tank (Emerson, Palmer) – 6:47
12. Lucky Man (Lake) – 4:37

### Disque 2
1. Tarkus – 20:35
  - Eruption (Emerson) – 2:43
  - Stones of Years (Emerson, Lake) – 3:44
  - Iconoclast (Emerson) – 1:15
  - Mass (Emerson, Lake) – 3:11
  - Manticore (Emerson) – 1:52
  - Battlefield (Emerson, Lake) – 3:51
  - Aquatarkus (Emerson) – 3:59
2. From the Beginning (Lake) – 4:14
3. Take a Pebble [live] – 22:48
  - Take a Pebble [début] (Lake) – 4:58
  - Lucky Man (Lake) – 3:02
  - Piano Improvisations – 11:55
  - Take a Pebble [conclusion] – 2:53
4. Knife-Edge (Janáček, arr. Emerson, Lake, Fraser) – 5:05
5. Paper Blood (Emerson, Lake, Palmer) – 4:26
6. Hoedown (Copland, arr. Emerson, Lake, Palmer) – 3:43
7. Rondo [live] (Brubeck - J S Bach) – 14:28

### Disque 3
1. The Barbarian (Bartók, arr. Emerson, Lake, Palmer) – 4:28
2. Still... You Turn Me On (Lake) – 2:52
3. The Endless Enigma – 10:37
  - The Endless Enigma, Part 1 (Emerson, Lake) – 6:41
  - Fugue (Emerson) – 1:56
  - The Endless Enigma, Part 2 (Emerson, Lake) – 2:00
4. C'est la Vie (Lake, Sinfield) – 4:16
5. The Enemy God Dances with the Black Spirits (Prokofiev) – 3:21
6. Bo Diddley (Emerson, Lake, Palmer) – 5:03 - Pièce Inédite
7. Bitches Crystal (Emerson, Lake) – 3:55
8. A Time and a Place (Emerson, Lake, Palmer) – 2:57
9. Living Sin (Emerson, Lake, Palmer) – 3:12
10. Karn Evil 9 – 29:37
  - 1st Impression (Emerson, Lake) – 13:23
  - 2nd Impression (Emerson) – 7:07
  - 3rd Impression (Emerson, Lake, Sinfield) – 9:07
11. Honky Tonk Train Blues (Lewis) – 3:11

### Disque 4
1. Jerusalem (Blake/Parry, arr. Emerson, Lake, Palmer) – 2:44
2. Fanfare for the Common Man (Copland, arr. Emerson) – 9:40
3. Black Moon (Emerson, Lake, Palmer) – 6:58
4. Watching Over You (Lake, Sinfield) – 3:54
5. Piano Concerto No. 1: Third Movement (Emerson) – 6:48
6. For You (Lake, Sinfield) – 4:27
7. Prelude and Fugue (Gulda) – 3:15 - Pièce Inédite
8. Memoirs of an Officer and a Gentleman – 20:12
  - Prologue / The Education of a Gentleman (Emerson, Sinfield) – 5:34
  - Love at First Sight (Emerson, Sinfield) – 5:36
  - Letters from the Front (Emerson, Sinfield) – 5:18
  - Honourable Company (Emerson) – 3:46
9. Pirates (Emerson, Lake, Sinfield) – 13:18
10. Affairs of the Heart (Lake/Geoff Downes) – 3:46

## Musiciens
- Keith Emerson - claviers
- Greg Lake - basse, guitares, chant
- Carl Palmer - batterie, percussions